# Brymela tutezona
Brymela tutezona är en bladmossart som beskrevs av Marshall Robert Crosby och Bruce H. Allen 1985. Brymela tutezona ingår i släktet Brymela och familjen Hookeriaceae. IUCN kategoriserar arten globalt som akut hotad. Inga underarter finns listade i Catalogue of Life.